# Чернышов, Игорь Александрович
И́горь Алекса́ндрович Чернышо́в (26 июня 1984, Лужны, Тульская область, СССР) — российский футболист, защитник.

## Карьера
Воспитанник ставропольского футбола. Футбольную карьеру начал в элистинском «Уралане». Летом 2004 года перешёл в «Ростов», в составе которого в следующем году провёл единственный матч в Премьер-Лиге. Сезоны 2006 и 2007 годов провёл в другом ростовском клубе — СКА. В 2008 году играл в новокузнецком «Металлург-Кузбассе». В 2009 году был игроком клубов «Волгарь-Газпром-2» и «Ставрополь». В 2010 году был в составе омского «Иртыша». В сезоне 2011/12 находился в московском «Торпедо». 5 июня 2012 года подписал контракт с клубом «Спартак-Нальчик». 12 июля 2013 года подписал контракт с саратовским «Соколом». В феврале 2014 года покинул клуб. В августе 2014 года подписал контракт с «Химками». В марте 2015 года продлил контракт с «Химками» до конца года, а затем ещё на год. В 2017 году перешёл сначала в санкт-петербургское «Динамо», а затем — в саратовский «Сокол». Последний клуб — ставропольское «Динамо».